# Parallelia semilunaris
Parallelia semilunaris là một loài bướm đêm trong họ Erebidae.